# Bộ Quản lý khẩn cấp (Trung Quốc)
Bộ Quản lý Khẩn cấp của Cộng hòa Nhân dân Trung Hoa (tiếng Anh: The Ministry of Emergency Management) là một cơ quan trực thuộc Quốc vụ viện, chịu trách nhiệm quản lý những vấn đề cấp bách, an toàn công việc lẫn cứu hộ khẩn cấp. Kết quả của cuộc cải cách Quốc vụ viện năm 2018 đã dẫn đến việc sáp nhập các bộ phận quản lý khẩn cấp ở nhiều bộ khác nhau tạo nên Bộ Quản lý Khẩn cấp. Ngoài chức năng chính, nó còn thực hiện các chức năng của Đội cứu hỏa bán quân sự trước đây do Cảnh sát vũ trang nhân dân đảm trách. 